# Попов, Денис Владимирович
Денис Владимирович Попов (род. 29 августа 2002) — российский футболист, вратарь.

## Биография

### Ранние годы
Футболом начал заниматься в городе Волжский (Волгоградская область) в СДЮШОР № 4 у Романа Николаевича Романова в 2010 году и был нападающим. В 2013 году встал в ворота на первенстве Черноземья в Белгороде. После закрытия в Волжском школы, где он занимался, в 2016 году переехал в Ростов в спортивный интернат. Воспитанник Академии ФК «Ростов». Летом 2019 года был переведён в молодёжную команду «Ростова». Первый матч в молодёжном первенстве провёл 12 августа 2019 против «Крыльев Советов» (1:3) — выйдя на замену после перерыва, пропустил гол на 11 минуте второго тайма. В сезоне 2019/20 отразил пенальти 8 ноября в матче с «Тамбовом», в следующей игре с «Динамо» снова отбил 11-метровый, после чего находился уже с основной командой как резервный вратарь.

### Дебют в РПЛ
В связи со вспышкой коронавирусной инфекции COVID-19 в клубе «Ростов» 19 июня 2020 года заявлен на матч Премьер-лиги против клуба «Сочи», отыграл полный матч и пропустил 10 голов (10:1), при этом отразил 15 ударов по воротам (в том числе отбил пенальти) и установил рекорд РПЛ по самому большому количеству вратарских «спасений». Признан лучшим игроком матча по версии «Матч ТВ». После встречи стал популярным футболистом (за три дня число подписчиков в Instagram выросло с 300 до 40 тысяч), а его игра в этом матче была отмечена российскими и иностранными футболистами, журналистами и экспертами. По версии «Советского спорта» был включён в символическую сборную лучших футболистов 23-го тура РПЛ — первого после выхода из карантина.
В декабре 2020 года покинул ростовскую команду. С февраля 2021 года по февраль 2023 года находился в латвийском клубе «Валмиера». 24 апреля 2022 года дебютировал в первой лиге в составе второй команды, выйдя на замену вместо Клавса Лаувы на 27-й минуте гостевого матча против «Динамо» Рига (1:0).
В феврале 2023 года перешёл в «Пересвет» в качестве свободного агента.